# Aleksandr Ilín-Zhenevski
Aleksandr Fiódorovich Ilín-Zhenevski (en ruso: Александр Фёдорович Ильин-Женевский, transliteración científica Fedorovič Aleksandr Ilyin-Ženevskij, nacido el 28 de noviembre de 1894 en San Petersburgo, fallecido el 3 de septiembre de 1941 en Nóvaya Ládoga), conocido con el apodo de "Zhenevski", o "Genevski", el ginebrino, porque se incorporó a un grupo bolchevique de rusos emigrados durante su exilio a esa ciudad, fue un ajedrecista soviético con el título de Maestro, y organizador, uno de los fundadores de la Escuela de Ajedrez soviético, un miembro de la vieja guardia bolchevique, escritor, organizador militar, historiador y diplomático.
Al ser asociado personalmente con muchos opositores desde tiempos de la Guerra Civil, sufrió la persecución durante el gobierno de Iósif Stalin. Según fuentes oficiales, y según hacer constar Botvínnik, murió durante un ataque aéreo nazi en el lago Ládoga, cuando se encontraba en un barco, durante el asedio a Leningrado. Otras fuentes indican que cayó víctima de la Gran Purga, junto con la mayoría de la vieja guardia de los revolucionarios.

## Trayectoria como ajedrecista
Nació en San Petersburgo y fue el hermano menor del líder de la Armada Soviética Fiódor Raskólnikov. Ilín-Zhenevski promovió el uso del ajedrez como un instrumento para el desarrollo de la comprensión táctica y estratégica durante el entrenamiento militar, y fue el principal responsable de la difusión del ajedrez como una manera de enseñar los fundamentos del pensamiento científico y racional.
En la primavera de 1910, visitó por primera vez el Club de Ajedrez de San Petersburgo, y en el mismo año se le permitió participar en el Torneo de la ciudad, donde por su inexperiencia, quedó en el último lugar. En diciembre de 1912, fue detenido por su relación con los bolcheviques, volviendo de nuevo a la escuela.
Con la ayuda de un benefactor, se trasladó a Ginebra, para continuar su educación. Allí se dedicó a jugar al ajedrez, venciendo en febrero de 1914 en el Campeonato de Ginebra, y jugando también en el verano de ese mismo año en el Campeonato Nacional de Suiza, donde quedó en mitad de la clasificación.
Poco después, regresó a Rusia, cambiando su nombre por el de "Ilín-Zhenevski" (Zheneva es el nombre ruso de Ginebra) con el fin de evitar que lo confundieran con Lenin, que empezó a escribir algunos artículos bajo el seudónimo 'Ilín'.
En San Petersburgo, jugó un enfrentamiento contra el campeón Anatol Tschepurnoff, que terminó en empate (4:4 con 5 empates). A principios de 1915, fue reclutado por el ejército, graduándose en la Academia Militar de San Petersburgo, siendo enviado al frente. El 9 de julio, sufrió los daños de una granada, y se trató médicamente durante casi un año. Se había olvidado de las reglas del Ajedrez por completo y tuvo que aprender a jugar de nuevo.

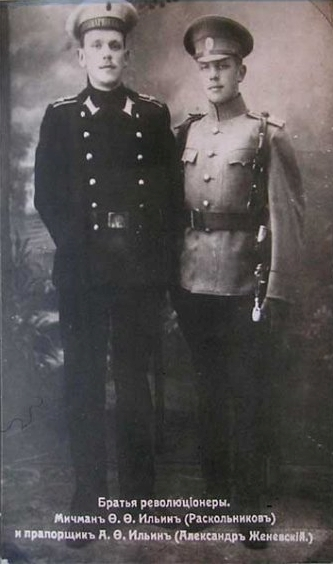
Aleksandr Ilín-Zhenevski con su hermano Fiódor Raskólnikov, circa 1917.

En enero de 1917, participó por primera vez en el Campeonato de su ciudad, pero debido al estallido de la Revolución de Febrero, no se terminó el mismo. Ilín-Zhenevski participó activamente en la revolución y trabajó para los periódicos Soldátskaya Pravda y Krásnaya Gazeta. Escribió sobre la revolución un libro en 1931 bajo el título en inglés From the February revolution to the October revolution.
En diciembre de 1918, se trasladó a Moscú. Organizó el primer Campeonato Nacional soviético en 1920. Él mismo participó en el torneo, terminando 9.º, pero logrando empatar su partida ante el ganador del torneo, Alexander Alekhine. Dirigió desde 1920 la primera columna sobre Ajedrez de carácter continuado en el diario K nóvoi ármii, periódico importante en la joven Unión Soviética. Más tarde, se convirtió en editor de la revista Shájmatny Listok, que como la publicación Shájmaty v SSSR, existió hasta el final de la URSS.
En 1923, se trasladó de nuevo a Leningrado. En 1925, logró ser 1.º-4.º en el Campeonato de la ciudad y por lo tanto clasificado para el Campeonato de la URSS, en el que finalizó 6.º-8.º. En el mismo año, participó en Torneo Internacional de Maestros de Moscú, siendo 9.º-10.º. Muy elogiada fue su victoria sobre José Raúl Capablanca, contra quien realizó un sacrificio de dama digno de admiración, convirtiéndolo en uno de los pocos jugadores que tienen una puntuación par (+1 =0 -1) contra Capablanca. En 1926 y 1928, fue de nuevo campeón de Leningrado.
En 1933, organizó el encuentro entre Mijaíl Botvínnik y Salo Flohr.
Una variación de la Defensa Holandesa, (1.d4 f5 2.c4 Cf6 3.g3 e6 4.Ag2 Ae7 5.Cf3 0-0 6.0-0 d6 7.Cc3 De8), A97, recibe su nombre.
Su mejor ELO histórico fue 2577.